# Kabardyjsko-Bałkarski Uniwersytet Państwowy im. Ch.M. Bierbiekowa
Kabardyjsko-Bałkarski Uniwersytet Państwowy im. Ch.M. Bierbiekowa (ros. Кабардино-Балкарский государственный университет имени Х. М. Бербекова (КБГУ), pełna nazwa Федеральное государственное бюджетное образовательное учреждение высшего образования «Кабардино-Балкарский государственный университет имени Х.М. Бербекова») – rosyjski państwowy uniwersytet założony 5 kwietnia 1957 w Nalczyku.

## Historia
Uniwersytet został utworzony 5 kwietnia 1957. Od 1996 nosi imię pierwszego rektora, prof. Chatuty Mutowicza Bierbiekowa.

## Fakultety
- medyczny.

## Władze

### Rektorzy
- rektor: prof. Jurij Altudow(inne języki)[1]

## Znani absolwenci i studenci
- Kantiemir Bałagow, reżyser filmowy[1].